# Dubîno, Muncaci
Dubîno (în ucraineană Дубино) este un sat în comuna Obava din raionul Muncaci, regiunea Transcarpatia, Ucraina.

## Demografie
Componența lingvistică a localității Dubîno
     Ucraineană (99,42%)
     Alte limbi (0,58%)
Conform recensământului din 2001, majoritatea populației localității Dubîno era vorbitoare de ucraineană (99,42%), existând în minoritate și vorbitori de alte limbi.